# Zombor gyula
Zombor gyula – a krónikák második gyulája – Tétény vezér unokája volt. Az ő lánya volt Sarolt, Géza fejedelem felesége, Szent István anyja, valamint Karold. Anonymus tévesen szerepelteti Harka fiaiként „Zombort és Gyulát”, mert nem tudta, hogy a gyula és a harka méltóságnév volt, és nem tisztség.
Kristó Gyula vitatja, hogy ő lenne Zombor, a nemzetségős, Anonymus szerinte tévesen szerepelteti a gyulák között. Ha ez igaz, akkor pogány nevét nem ismerjük, csak a keresztségben Bizáncban kapottat, ami Sztephanosz, azaz István.
Az ő fia volt a Szent István ellen lázadó „kisebbik gyula”, azaz Prokuj gyula.
„Gyula” és „Zombor” egy személy voltát az is alátámasztja, hogy míg a két évszázaddal később élt Anonymus Saroltot és Karoldot „Gyula” lányainak mondja, a „Prokuj gyula” pedig „Zombor” fiának, addig a sokkal hitelesebb egykorú források a lázadó „kisebbik Gyulát” István király nagybátyjának (avunculus) mondják. Így tesz az egykorú bajor udvari évkönyv, és így Merseburgi Thietmar, aki a lázadó nagybácsit Prokuj néven nevezi, ami Prok-uj-ként bontható fel, ahol Prok szláv nyelven ’maradék’-ot, az uj pedig régi magyar nyelven ’nagybácsi’-t jelent.
Makkai László az Erdély története című könyvben kifejti, hogy Anonymus művében erősen keverte a honfoglalás kori személyneveket és méltóságneveket (gyula, harka). Helynévi adatok részletes elemzéséből valószínűsíthető, hogy az első gyula Erdélyben az a Bogát fejedelem (Bugat rex) volt, aki Liudprand Antapodosisában 921-ben I. Berengár itáliai királyt „Dursac rex” (valószínűleg Árpád fia, Tarkacsu) kíséretében magyar sereggel segítette meg. Ebben az esetben, Anonymus adatait is szétszálazva, az az öröklési rend alakul ki, miszerint az erdélyi gyulák őse Tétény harka volt, fia Bogát harka, akit a gyula méltóságra emeltek, amikor 921 körül a Kárpát-medence nyugati részéről Erdélybe költözött, és az ő fia volt Zombor gyula, a Zsombor nemzetség őse.

## Élete
953 táján Konstantinápolyba utazott, itt megkeresztelkedett, patricius és vendége, barátja lett Kónsztantinosz császárnak. A megkeresztelkedését követően létrejön a Türkiai Metropolitanátus.
Kedrénosz görög történetíró Szünopszé hisztorión (Történetek áttekintése) című munkájában Gulaznak, Anonymus Geulának nevezi őt.
Hogy hazájában is terjessze a keresztény hitet, magával vitte Erdélybe Hierotheosz szerzetest, akit Theophülaktosz konstantinápolyi pátriárka Magyarország püspökévé szentelt Kedrénosz szerint. A szerzetes sikeresen téríteni kezdett. Maga Zombor gyula mindvégig megmaradt a keresztény hitben, kiváltott és felszabadított sok keresztény rabot, s őrizkedett a Bizánci Birodalom határainak háborgatásától.

## Anonymus a gyulák családfájáról
„Tétény fia lett Horka, Horkáé meg Gyula és Zombor. Gyulának volt két leánya: egyiket Karoldnak, másikat Saroltnak hívták. Sarolt Szent István királynak az anyja volt. Zombornak pedig a fia a kisebbik Gyula, Bolya és Bonyha apja, kinek az idejében Szent István uralma alá vetette az erdőntúli földet. Magát Gyulát ekkor megkötözve Magyarországra hozta, s egész életén át börtönben tartotta, minthogy a hitben hiú volt s keresztény lenni átallott, aztán még sok mindent cselekedett Szent István király ellenére, noha az anyja rokonságához tartozott.”